# Книжник (журнал, 1865—1866)
«Кни́жник» — журнал, выходивший в Москве в 1865—1866 годах.

## История
Журнал библиографии и книжного дела «Книжник» выходил в Москве ежемесячно в 1865—1866 годах.
Официальным издателем и редактором был А. Ф. Черенин, но фактически журнал редактировал писатель и журналист Ф. Д. Нефёдов.

## Характеристика
«Книжник» представлял собой библиографический журнал, издававшийся главным образом в книготорговых целях. Публиковались правительственные распоряжения по вопросам печати, списки новых книг и периодических изданий, роспись содержания наиболее значительных журналов, рецензии, статьи и материалы по типографскому и книготорговому делу.
Приглашенный для редактирования журнала Филипп Нефёдов придал ему демократический характер. «Книжник» настойчиво пропагандировал книги по истории французской революции и о крестьянской войне в Германии, которая объявлялась «пророческой увертюрой новой истории». Делая ставку на крестьянскую революцию, журнал придавал большое значение «русскому артельному началу».
Пользуясь формой рецензии, журнал проводил материалистические идеи, ограничиваясь в основном популяризацией вульгарного материалиста Я. Молешотта.
В журнальных обозрениях «К.» постоянно подчеркивал свою солидарность с революционно-демократическими изданиями «Современник» и «Русское слово» и вместе с ними вел борьбу с реакционной и либеральной прессой.
Как и другие демократические издания, журнал отводил большое место пропаганде естественнонаучных знаний и особенно теории Дарвина. В критических обзорах художественной литературы журнал выступал противником теории «искусства для искусства» и вел борьбу с охранительной беллетристикой, которой противопоставлял писателей демократического лагеря Н. Г. Помяловского и В. А. Слепцова.
«Книжник» интересовался и женским вопросом, с большим сочувствием он сообщал читателям об организации женской переводческой артели. Кроме Нефёдова, в «Книжнике» активно сотрудничал А. М. Пальховский, который вёл в журнале обзор естественнонаучной литературы.